# Gesetz über das Verfahren in Familiensachen und in den Angelegenheiten der freiwilligen Gerichtsbarkeit
Das Gesetz über das Verfahren in Familiensachen und in den Angelegenheiten der freiwilligen Gerichtsbarkeit (FamFG) ist ein Bundesgesetz betreffend die Neuregelung des gerichtlichen Verfahrens in Familiensachen und verschiedener Angelegenheiten der freiwilligen Gerichtsbarkeit, die keine Familiensachen sind. Es wurde im Juni 2008 als Artikel 1 des Gesetzes zur Reform des Verfahrens in Familiensachen und in den Angelegenheiten der freiwilligen Gerichtsbarkeit (FGG-Reformgesetz – FGG-RG) beschlossen und ist am 1. September 2009 in Kraft getreten.
Das FamFG hat insbesondere das Gesetz über die Angelegenheiten der freiwilligen Gerichtsbarkeit (FGG) ersetzt sowie das 6. Buch der Zivilprozessordnung (ZPO), soweit diese familienrechtliche Verfahren (wie Vaterschaftsfeststellung, Unterhalt oder Adoptionsangelegenheiten) regelten. Darüber hinaus hat es das Verfahren im Registerrecht umgestaltet.

## Ziele und Inhalte
Ziel des Gesetzes war eine grundlegende Neuordnung des familiengerichtlichen Verfahrens, das den praktischen Bedürfnissen der Verfahrensbeteiligten gerecht werden und nach Inhalt, Aufbau und Sprache auch für den interessierten Laien verständlich sein soll. Schwerpunkte der Änderungen durch das neue Gesetz sind:
- Einführung des „Großen Familiengerichts“ insbesondere für alle Rechtsstreitigkeiten im Zusammenhang mit Trennung und Scheidung
- Förderung der gerichtlichen und außergerichtlichen Streitschlichtung für Scheidungsfolgesachen
- Beschleunigung von Verfahren über das Umgangs- und Sorgerecht durch Einführung von Elementen des so genannten Cochemer Modells
- Neuregelung der Interessensvertretung von Kindern und Jugendlichen im Verfahren (Verfahrensbeistand, § 158 FamFG)
- Wirkungsvollere Durchsetzung von Entscheidungen und gerichtlich gebilligten Vergleichen über das Umgangsrecht und Entscheidungen zur Kindesherausgabe
- Einführung eines hauptsacheunabhängigen einstweiligen Rechtsschutzes.

Darüber hinaus wurde das bisherige Vormundschaftsgericht aufgelöst. Seine Zuständigkeiten wurden auf das Familiengericht und das neu geschaffene Betreuungsgericht verteilt. Letzteres ist für Betreuungsverfahren, Unterbringungsverfahren und sonstige Freiheitsentziehungsmaßnahmen sowie betreuungsrechtliche Zuweisungssachen zuständig. Bei letzteren geht es hauptsächlich um Pflegschaften nach dem BGB für Volljährige.
Das FamFG führt gegenüber den bisher gewohnten neue Begriffe ein (zum Beispiel Antrag statt Klage, Antragsteller statt Kläger; Beteiligte statt Parteien; Beschluss statt Urteil, Verfahrenskostenhilfe statt Prozesskostenhilfe; Verfahrensbeistand (für Minderjährige) neben Verfahrenspflegern für Volljährige). Einige Regelungen des neuen Gesetzes (zum Beispiel § 157 FamFG) wurden bereits im April 2008 gemeinsam mit der Neufassung des § 1666 BGB durch das „Gesetz zur Erleichterung familiengerichtlicher Maßnahmen bei Gefährdung des Kindeswohls“  vorgezogen. Im Hinblick auf die Kindschaftssachen (§§ 151 ff. FamFG) wurden zwei Verfahrensprinzipien besonders hervorgehoben: das Beschleunigungsgebot sowie die Förderung der einvernehmlichen Streitregelung und -beilegung.
Zudem wird das Rechtsmittelsystem neu strukturiert. Den Beteiligten wird durch die Rechtsbeschwerde erstmals in Angelegenheiten der freiwilligen Gerichtsbarkeit der unmittelbare Zugang zum Bundesgerichtshof eröffnet. Die Beschwerde gegen gerichtliche Entscheidungen wird künftig generell befristet, wobei die Frist an übliche Regelungen angepasst grundsätzlich einen Monat beträgt; nur in Ausnahmefällen liegt sie bei zwei Wochen.

## Der einstweilige Rechtsschutz

### Grundsatz
§§ 49 ff. FamFG enthalten die Grundvoraussetzungen für einstweilige Anordnungen. Darüber hinaus sind besondere Vorschriften, die nur für bestimmte Verfahren gelten, an besonderer Stelle geregelt (etwa §§ 246–248 FamFG für Unterhaltssachen).
Die einstweilige Anordnung ist von einer gleichartigen Hauptsache oder eines gestellten Antrags auf Verfahrenskostenhilfe unabhängig. Dies ergibt sich aus § 51 Abs. 3 FamFG.

### Einleitung eines Hauptsacheverfahrens
§ 52 FamFG regelt, in welchen Fällen neben dem einstweiligen Rechtsschutzverfahren ein Hauptsacheverfahren einzuleiten ist.
Maßgeblich ist, ob es sich um eine FGG-Familiensache (Amtsverfahren) oder um eine Familienstreitsache (Antragsverfahren) handelt.
Sind alle Beteiligten mit der einstweiligen Regelung zufrieden, ist ein Hauptsacheverfahren in aller Regel überflüssig.
Absatz 1 bestimmt für Verfahren, die von Amts wegen eingeleitet werden, die Modalitäten zur Herbeiführung des Hauptsacheverfahrens. Auf Antrag eines Beteiligten im einstweiligen Anordnungsverfahren hat das Gericht gemäß Satz 1 das Hauptsacheverfahren von Amts wegen einzuleiten. Über dieses Antragsrecht ist gemäß § 39 FamFG zu belehren. Damit die Beteiligten nicht vorschnell in das Hauptsacheverfahren drängen, schreibt Satz 2 vor, dass das Gericht in der einstweiligen Anordnung eine Wartefrist für den Einleitungsantrag bestimmen kann. Ist das Gericht bei Erlass der einstweiligen Anordnung bereits zur Einleitung des Hauptsacheverfahrens entschlossen, unterbleibt die Fristsetzung.
Absatz 2 bestimmt für Verfahren, die nur auf Antrag eingeleitet werden, einen Mechanismus zur Herbeiführung des Hauptsacheverfahrens, der sich weitgehend an die für Arrest und einstweilige Verfügung geltende Vorschrift des § 926 ZPO anlehnt. Auf Antrag eines Beteiligten, der durch die einstweilige Anordnung in seinen Rechten beeinträchtigt ist, hat das Gericht gemäß Satz 1 gegenüber demjenigen, der die einstweilige Anordnung erwirkt hat, anzuordnen, dass er die Einleitung des Hauptsacheverfahrens oder die Gewährung von Verfahrenskostenhilfe hierfür beantragt.

## Die Neukonzeption des Rechtsmittelrechtes
In Ehe- und Familiensachen ist einheitliches Rechtsmittel die Beschwerde gem. §§ 58 ff. FamFG. Dies ist die Konsequenz aus der Entscheidungsform durch Beschluss gem. § 116 Abs. 1 FamFG.
Entgegen der Rechtslage vor Inkrafttreten des FamFG zum 1. September 2009 ist nicht mehr danach zu differenzieren, ob etwa eine FGG-Folgesache oder eine ZPO-Folgesache angefochten wird.
Wie für Ehe- und Familiensachen im Verbund gilt auch für isolierte Familienstreitsachen und „einfache Familiensachen“ das FamFG. Die Unterscheidung nach altem Recht in sog. ZPO-Familiensachen und FGG-Familiensachen gibt es nicht mehr. Einziges Verfahrensrecht ist das FamFG mit entsprechender Anwendung der ZPO-Vorschriften, soweit das FamFG hierauf verweist. Einziges Rechtsmittel gegen Endentscheidungen des Familiengerichts ist die Beschwerde gem. §§ 58 ff. FamFG zum Oberlandesgericht. Daneben gibt es im Einzelfall auch die sofortige Beschwerde, den Einspruch, den Widerspruch und die Erinnerung. Gegen die Beschwerde nach § 58 ist die Rechtsbeschwerde zum Bundesgerichtshof gem. §§ 70 ff. FamFG nur statthaft, wenn das Beschwerdegericht sie zugelassen hat. Eine Zulassungsbeschwerde bei nicht zugelassener Rechtsbeschwerde gibt es nicht. In Verfahren vor dem BGH ist die Vertretung durch einen dort zugelassenen Anwalt nötig (§ 10 Abs. 4 FamFG).
Die Neukonzeption des Rechtsmittels berücksichtigt, dass durch die Einbeziehung der Familienstreitsachen das Rechtsmittel nunmehr auch die Funktion der bisherigen Berufung in Familiensachen nach der Zivilprozessordnung erfüllen muss. Dies gilt nicht nur für die bisherigen ZPO-Familiensachen, sondern auch für die bisherigen allgemeinen Zivilprozesssachen, die durch die Zuständigkeitserweiterung im Rahmen des Großen Familiengerichts nunmehr zu Sachen nach dem FamFG werden.
§ 58 Abs. 1 FamFG bestimmt die grundsätzliche Statthaftigkeit der Beschwerde gegen Endentscheidungen. Dies ist gemäß der Legaldefinition in § 38 FamFG die Entscheidung, die über den Verfahrensgegenstand in der Instanz ganz oder teilweise abschließend entscheidet.
Die Beschwerde übernimmt damit als Hauptsacherechtsmittel im FamFG die Funktion der Berufung und der befristeten Beschwerde nach § 621e ZPO a. F. und anderen Verfahrensordnungen. Die Beschwerde ist beim Familiengericht und nicht wie früher beim Berufungs- bzw. Beschwerdegericht einzureichen. Eine Abhilfebefugnis hat der Familienrichter bei Beschwerden nach § 58 in Familiensachen nicht. Der Eingang beim Familiengericht ist für die Wahrung der Beschwerdefrist von einem Monat bei Hauptsacheverfahren und 2 Wochen bei einstweiligen Anordnungen maßgebend.
In Betreuungs- und Unterbringungsverfahren ist das Landgericht die Beschwerdeinstanz. Bei der Rechtsbeschwerde ist der Bundesgerichtshof zuständig, § 133 GVG (die Oberlandesgerichte haben in diesen Verfahren keine Funktion mehr).

## Aufbau
Das FamFG ist wegen der unterschiedlichen Verfahrensarten aufgegliedert in mehrere „Bücher“:
- Buch 1: Allgemeiner Teil (§§ 1 bis 110)
  - Abschnitt 1: allgemeine Vorschriften (§§ 1 bis 22a)
  - Abschnitt 2: Verfahren im ersten Rechtszug (§§ 23 bis 37)
  - Abschnitt 3: Beschluss (§§ 38 bis 48)
  - Abschnitt 4: Einstweilige Anordnung (§§ 49 bis 57)
  - Abschnitt 5: Rechtsmittel (§§ 58 bis 75)
  - Abschnitt 6: Verfahrenskostenhilfe (§§ 76 bis 79)
  - Abschnitt 7: Kosten (§§ 80 bis 85)
  - Abschnitt 8: Vollstreckung (§§ 86 bis 96a)
  - Abschnitt 9: Verfahren mit Auslandsbezug (§§ 97 bis 110)
- Buch 2: Verfahren in Familiensachen (§§ 111 bis 270)
  - Abschnitt  1: Allgemeine Vorschriften (§§ 111 bis 120)
  - Abschnitt  2: Verfahren in Ehesachen; Verfahren in Scheidungssachen und Folgesachen (§§ 121 bis 150)
  - Abschnitt  3: Verfahren in Kindschaftssachen (§§ 151 bis 168a)
  - Abschnitt  4: Verfahren in Abstammungssachen (§§ 169 bis 185)
  - Abschnitt  5: Verfahren in Adoptionssachen (§§ 186 bis 199)
  - Abschnitt  6: Verfahren in Ehewohnungs- und Haushaltssachen (§§ 200 bis 209)
  - Abschnitt  7: Verfahren in Gewaltschutzsachen (§§ 210 bis 216a)
  - Abschnitt  8: Verfahren in Versorgungsausgleichssachen (§§ 217 bis 230)
  - Abschnitt  9: Verfahren in Unterhaltssachen (§§ 231 bis 260)
  - Abschnitt 10: Verfahren in Güterrechtssachen (§§ 261 bis 265)
  - Abschnitt 11: Verfahren in sonstigen Familiensachen (§§ 266 bis 268)
  - Abschnitt 12: Verfahren in Lebenspartnerschaftssachen (§§ 269 bis 270)
- Buch 3: Verfahren in Betreuungs- und Unterbringungssachen (§§ 271 bis 341)
  - Abschnitt 1: Verfahren in Betreuungssachen (§§ 271 bis 311)
  - Abschnitt 2: Verfahren in Unterbringungssachen (§§ 312 bis 339)
  - Abschnitt 3: Verfahren in betreuungsgerichtlichen Zuweisungssachen (§§ 340 bis 341)
- Buch 4: Verfahren in Nachlass- und Teilungssachen (§§ 342 bis 373)
  - Abschnitt 1: Begriffsbestimmungen; örtliche Zuständigkeit (§§ 342 bis 344)
  - Abschnitt 2: Verfahren in Nachlasssachen (§§ 345 bis 362)
  - Abschnitt 3: Verfahren in Teilungssachen (§§ 363 bis 373)
- Buch 5: Verfahren in Registersachen, unternehmensrechtliche Verfahren (§§ 374 bis 409)
  - Abschnitt 1: Begriffsbestimmung (§§ 374 bis 375)
  - Abschnitt 2: Zuständigkeit (§§ 376 bis 377)
  - Abschnitt 3: Registersachen (§§ 378 bis 401)
  - Abschnitt 4: Unternehmensrechtliche Verfahren (§§ 402 bis 409)
- Buch 6: Verfahren in weiteren Angelegenheiten der freiwilligen Gerichtsbarkeit (§§ 410 bis 414)
- Buch 7: Verfahren in Freiheitsentziehungssachen (§§ 415 bis 432)
- Buch 8: Verfahren in Aufgebotssachen (§§ 433 bis 484)
  - Abschnitt 1: Allgemeine Verfahrensvorschriften (§§ 433 bis 441)
  - Abschnitt 2: Aufgebot des Eigentümers von Grundstücken, Schiffen und Schiffsbauwerken (§§ 442 bis 446)
  - Abschnitt 3: Aufgebot des Gläubigers von Grund- und Schiffspfandrechten sowie des Berechtigten sonstiger dinglicher Rechte (§§ 447 bis 453)
  - Abschnitt 4: Aufgebot von Nachlassgläubigern (§§ 454 bis 464)
  - Abschnitt 5: Aufgebot der Schiffsgläubiger (§ 465)
  - Abschnitt 6: Aufgebot zur Kraftloserklärung von Urkunden (§§ 466 bis 484)
- Buch 9: Schlussvorschriften (§§ 485 bis 491)

## Kosten der Verfahren
Die Kosten der Verfahren werden nicht in diesem Gesetz geregelt, sondern im Gesetz über Gerichtskosten in Familiensachen – FamGKG. Für die anderen Angelegenheiten gilt das Gesetz über Kosten der freiwilligen Gerichtsbarkeit für Gerichte und Notare (Gerichts- und Notarkostengesetz – GNotKG).

### Gesetzesmaterialien
- Gesetzentwurf der Bundesregierung – Entwurf eines Gesetzes zur Reform des Verfahrens in Familiensachen und in den Angelegenheiten der freiwilligen Gerichtsbarkeit (FGG-Reformgesetz – FGG-RG). In: Deutscher Bundestag Drucksache. 16. Wahlperiode, Drucksache 16/6308, 7. September 2007 (bundestag.de [PDF; 8,8 MB; abgerufen am 31. Dezember 2018]).
- Beschlussempfehlung und Bericht des Rechtsausschusses (6. Ausschuss) zu dem Gesetzentwurf der Bundesregierung – Drucksache 16/6308. In: Deutscher Bundestag Drucksache. 16. Wahlperiode, Drucksache 16/9733, 23. Juni 2008 (bundestag.de [PDF; 5,7 MB; abgerufen am 31. Dezember 2018]).

### Sonstige
- Kersten, Bühling: Formularbuch und Praxis der Freiwilligen Gerichtsbarkeit. 23. Auflage. Verlag Carl Heymanns, Köln 2010, ISBN 978-3-452-27278-2.
- Martin Haußleiter: FamFG. Kommentar. 1. Auflage. C. H. Beck, München 2011, ISBN 978-3-406-61046-2.
- Andreas Jurgeleit: Freiwillige Gerichtsbarkeit. Handbuch. Nomos, Baden-Baden 2010, ISBN 978-3-8329-3352-4.
- Rainer Kemper, Klaus Schreiber: Familienverfahrensrecht. Kommentar. 2. Auflage. Nomos, Baden-Baden 2011.
- Ludwig Kroiß, Christian Seiler: Das neue FamFG. Nomos, Baden-Baden 2009, ISBN 978-3-8329-3258-9.
- Christian Meyer-Seitz, Petra Frantzioch, Rainer Ziegler: Die FGG-Reform: Das neue Verfahrensrecht. Bundesanzeiger-Verlag, Köln 2009, ISBN 978-3-89817-621-7.
- Hanns Prütting, Tobias Helms: FamFG – Kommentar mit FamGKG. 3., neu bearbeitete Auflage. Verlag Dr. Otto Schmidt, 2014, ISBN 978-3-504-47951-0.
- Werner Schulz, Jörn Hauß: Familienrecht. Kommentar. 2. Auflage. Nomos, Baden-Baden 2011, ISBN 978-3-8329-6403-0.
- Walter Zimmermann: Das neue FamFG: Verfahrensrecht, Rechtsmittel, Familiensachen, Betreuung, Unterbringung, Nachlasssachen und Kosten. C. H. Beck, München 2009, ISBN 978-3-406-58885-3.